# Gnophomyia fessa
Gnophomyia fessa är en tvåvingeart som beskrevs av Alexander 1944. Gnophomyia fessa ingår i släktet Gnophomyia och familjen småharkrankar. Inga underarter finns listade i Catalogue of Life.